# Миниола
Миниола (на английски: Mineola) е село в североизточната част на Съединените американски щати, административен център на окръг Насау в щата Ню Йорк. Населението му е около 21 000 души (2020).
Разположено е на 33 метра надморска височина в Атлантическите борови крайбрежни низини, във вътрешността на остров Лонг Айлънд и на 29 километра източно от центъра на Ню Йорк. Селището възниква в средата на XIX век и получава името на алгонкински вожд, а днес е предимно жилищно предградие на Ню Йорк.

## Известни личности
Родени в Миниола
- Кевин Джеймс (р. 1965), актьор
- Джен Калонита (р. 1973), писателка
- Еми Кларк (р. 1991), актриса
- Кенет Ченалт (р. 1951), бизнесмен